# Agathon de Potter
Pour les articles homonymes, voir Potter.
Agathon de Potter, né le 11 novembre 1827 à Bruxelles et mort le 30 novembre 1907 dans la même ville, est un sociologue belge.

## Biographie
Né le 11 novembre 1827 à Bruxelles, Agathon de Potter est le fils de Louis de Potter, membre du gouvernement provisoire de Belgique en 1830 et de Sophie van Weydeveldt.
Docteur en médecine, écrivain et sociologue, il est séduit comme son père par les idées de l'économiste Colins et se consacre à l'étude du socialisme rationnel.
Un prix de l'Académie royale des Sciences, des Lettres et des Beaux-Arts de Belgique créé en 1919 porte son nom

## Œuvres
- Considérations générales sur la charité, à propos du projet de loi qui la concerne, 1857
- Qu'est-ce que la guerre et la paix: examen de l'ouvrage de M. Proudhon sur la guerre et la paix, 1862
- De la propriété intellectuelle et de la distinction entre les choses vénales et non vénales: examen des majorats littéraires de P. J. Proudhon, 1863
- De l'instruction obligatoire comme remède aux maux sociaux, 1866
- La Logique, 1866
- Économie sociale, 1874, 2 vols.
- M. Poulin et le socialisme rationnel, 1875
- Résumé de l'économie sociale d'après les idées de Colins, 1881
- Contribution à l'étude des maladies mentales: la peste démocratique (morbus democraticus), 1884
- La révolution sociale prédite, 1886
- Le socialisme libertaire ou anarchisme individualiste et le socialisme rationnel, 1891
- Anarchisme et bourgeoisisme, 1894
- La justice et sa sanction religieuse: questions d'ordre social, 1897
- L'origine de l'humanité sur un monde, 1905